# Lauren Collins (journaliste)
Pour les articles homonymes, voir Lauren Collins.
Lauren Collins est une journaliste franco-américaine et auteure, vivant en France.

## Biographie
Lauren Collins est née à Wilmington (Caroline du Nord) en 1980, d'un père avocat. Ses parents originaires de Philadelphie et Long Island se sont installés en Caroline du Nord. Lycéenne à New Hanover puis étudiante à Princeton, elle devient staff writer à The New Yorker en 2008 et s'installe en Europe en 2010, écrivant sur Londres, Paris, Copenhague... Elle vit à Paris avec son mari et sa fille. Enceinte d'un deuxième enfant, elle évoque la difficulté du choix d'un prénom 
Elle reçoit la nationalité française en 2018[source insuffisante].

## Œuvres
Pour le New Yorker, elle écrit sur Michelle Obama, Donatella Versace, the graffiti artist Banksy, April Bloomfield, Melania Trump. Lost in French est son premier livre où elle évoque son apprentissage de la langue de Molière, les richesses et difficultés du bilinguisme, les quiproquos des traductions et de l'interprétariat et l'aventure d'aimer dans une langue étrangère. Elle évoque aussi comment l'anglais est devenu la langue officielle en Amérique. Son livre écrit en français est traduit de l'américain par Cécile Dutheil de la Rochère. Comme Peter Mayle ou Stephen Clarke, elle raconte l'aventure de l'expatriation.
- When in French, Love in second Language, HarperCollins, 2016
- Paru en France : Lost in French, Flammarion, 2017